# دایت‌لیب‌سی
dietlibc یک پیاده‌سازی از کتابخانه استاندارد سی است که تحت پروانه جی‌پی‌ال نسخه ۲ و به صورت یک نرم‌افزار آزاد منتشر می‌شود، اما نسخه‌هایی از این کتابخانه تحت پروانه‌های تجاری هم موجود هستند. این کتابخانه با همکاری بیشتر از ۱۰۰ داوطلب به رهبری فلیکس ون لیتنر نوشته شده است. هدف این کتابخانه این است که برنامه‌ها با کوچکترین اندازه ممکن کامپایل و سپس لینک شوند. این کتابخانه مبتنی بر هیچ کتابخانه دیگری نیست و از ابتدا توسعه یافته است. در این کتابخانه تنها توابع مهم و پرکاربرد پیاده‌سازی شده‌اند. این کتابخانه به شکل گسترده در سامانه‌های توکار استفاده می‌شود.